# Agrotis denticulosa
Agrotis denticulosa là một loài bướm đêm trong họ Noctuidae.